# Marcel Mathis

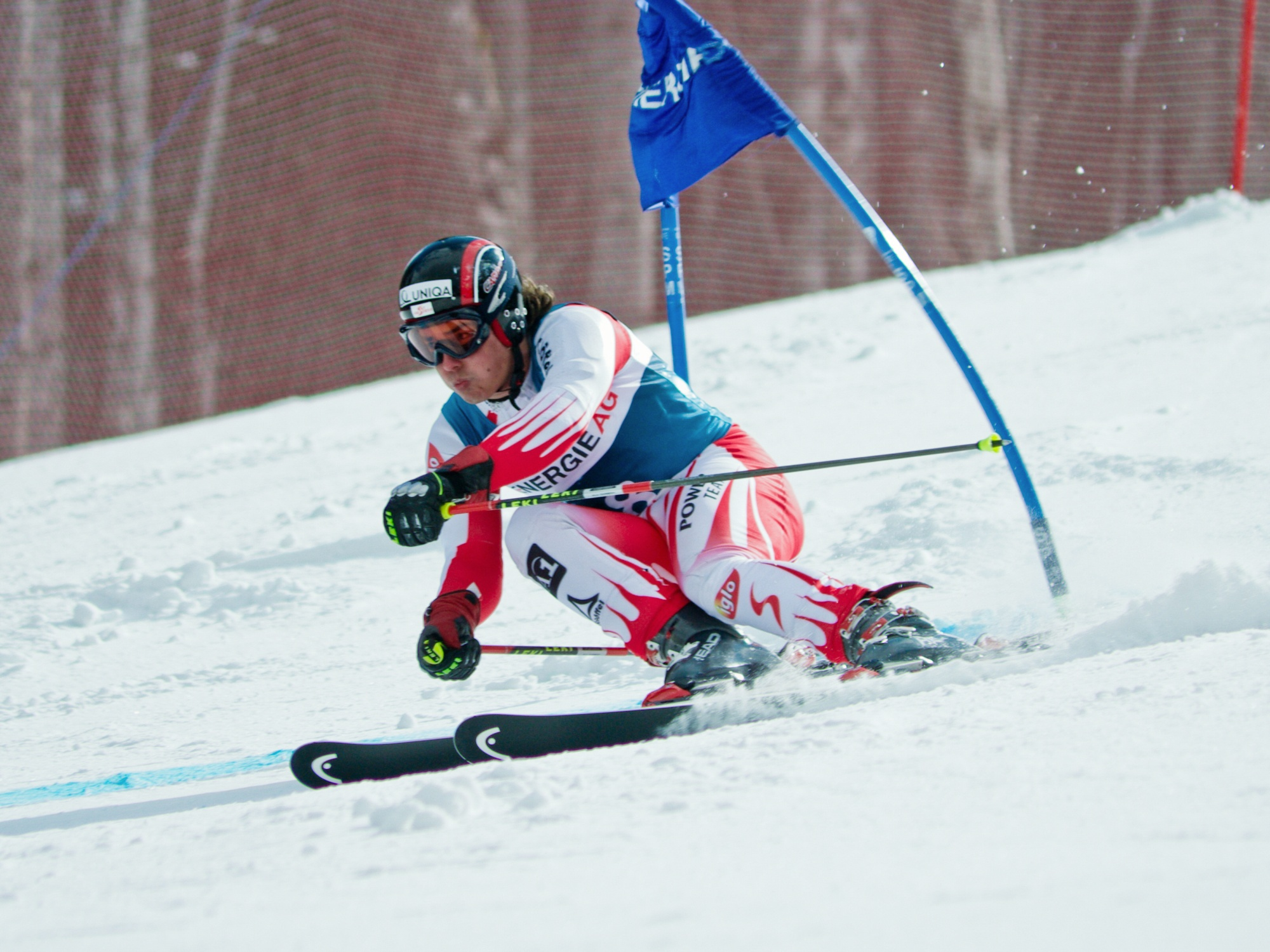
Marcel Mathis.

Marcel Mathis nació el 24 de diciembre de 1991 en Vorarlberg (Austria), es un esquiador que tiene 2 podiums en la Copa del Mundo de Esquí Alpino.

## Resultados

### Campeonatos Mundiales
- 2013 en Schladming, Austria
  - Eslalon Gigante: 13.º

### Copa del Mundo

#### Clasificación General Copa del Mundo
- 2011-2012: 54.º